# Fightstar
Fightstar is een viermans rockband uit Londen.
Leadzanger Charlie Simpson werd eerder bekend met de zeer succesvolle popband Busted. In januari 2005 maakte deze band bekend te stoppen, dit omdat Charlie Simpson verder wilde met Fightstar.

## Bandleden
- Charlie Simpson - Leadzang, Gitaar, Piano/Keyboard
- Alex Westaway - Zang, Gitaar
- Dan Haigh - Bass
- Omar Abidi - Drums en Percussie

## Geschiedenis

### Oprichting en beginjaren
Eind 2003 ontmoette Charlie Simpson en Alex Westaway elkaar op een feestje bij Charlie thuis, Alex Westaway was een goede vriend van Charlies toenmalige vriendin. Na een jamsessie besloten de twee een band te beginnen. Na het schrijven van een aantal liedjes, werden drummer Omar Abidi en bassist Dan Heigh, een vriend van Alex Westaway, bij de band gevoegd.
Ruim een jaar speelde Charlie Simpson zowel bij Fightstar als Busted. Nadat dit niet meer te combineren was, besloot Charlie Simpson te stoppen met Busted, om zich volledig te kunnen richten op Fightstar.

### They Liked You Better When You Were Dead EP(2004 - 2005)
Fightstars debuut-ep, They Liked You Better When You Were Dead, werd in Engeland uitgegeven op 28 februari 2005, gevolgd door een promotietour in Groot-Brittannië.
Het eerste nummer Palahniuk's Laughter werd algauw ontdekt door de bekende Engelse rock-radiozenders, waarna het weken in de charts gestaan heeft.
Palahniuk's Laughter had oorspronkelijk de titel Out Swimming In The Flood, maar dit werd na de tsunami in Azië in 2004 uit respect voor de nabestaanden veranderd.
In 2006 werd er een nieuwe versie van They Liked You Beter When You Were Dead uitgebracht in Amerika.

### Grand Unification(2005 - 2006)
In oktober 2005 dook Fightstar opnieuw de studio in om hun eerste album op te nemen. Drie nummers van hun eerdere ep werd opnieuw opgenomen, dit waren 'Mono', 'Hazy Eyes' en 'Lost Like Tears In Rain'. Ook werd er een nieuwe versie van 'Paint Your Target' opgenomen.
Fightstar bracht hun eerste full-length album uit op 13 maart 2006, via Island Records, met de titel Grand Unification. Het album werd geproduceerd door bekende producer Colin Richardson, die al eerder samenwerkte met onder andere Bullet for My Valentine en Funeral for a Friend.
Het album kwam in de Engelse charts direct binnen op #11.
Nummers 'Waste A Moment', 'Grand Unification Pt 1' en Hazy Eyes werden op single uitgegeven en werden allen bescheiden hits.

### One Day Son This Will All Be Yours & Alternate Endings(2007 - 2008)
Op 8 september 2006 werd bekendgemaakt dat Charlie Simpson het contract met label Island Records verbroken had nadat de platenmaatschappij wilde dat Fightstar het volgende album een popgeluid zou meegeven. Na Busted wilde Charlie dit niet nog een keer en het contract werd per direct verbroken, ook al was de band midden in de opnames voor het tweede studioalbum.
Kort hierna tekende de band een contract bij label Institute Records, die het album One Day Son, This Will All Be Yours uitbracht op 24 september 2007.
Eerder, op 4 april 2007, was de eerste single '99' voor het eerst te horen op Kerrang! Radio.
De tweede single We Apologise For Nothing ging over de breuk met Island Records en bereikte al gauw een nummer 1-positie in de Britse hitlijsten.
De derde single Deathcar deed flink wat stof op waaien door de 'gewelddadige' videoclip. De clip, met een budget van slechts £500, werd bewerkt om goedgekeurd te worden door de televisiezenders. Het nummer kwam binnen op #2.
De twee laatste singles Floods en I Am The Message werden midden 2008 uitgebracht en bereikten beiden hoge posities in de hitlijsten.
Na veel aandringen van fans werd op 11 augustus 2008 het album Alternate Endings uitgebracht. Dit album bevat B-sides en een aantal live gespeelde nummers.

### Be human(2008-2010)
Midden 2008 maakte de band bekend bezig te zijn met een derde studioalbum, dat uitkomt op 20 april.
De eerste single hiervan, "The English way", werd uitgebracht op 3 november 2008 en werd de grootste hit van Fightstar tot nu toe, het nummer kwam overal op #1 binnen.
Op de single van "The English way" staat een demo met de titel "Colours bleed". Inmiddels is dit nummer een track van het nieuwe album geworden en is de titel veranderd in "Colours bleed to red".
De tweede single van het album heet "Mercury summer". Dit nummer is geïnspireerd door de favoriete film van de leden van Fightstar, "The Shawshank Redemption". De clip is op 25 februari op de MySpace van Fightstar gezet. De single komt pas uit op 6 april, twee weken voordat het album, Be human, uitkomt.

### Hiatus en solo projecten (2010-)
De band nam 'pauze' om te werken aan soloprojecten. Westaway en Haigh werkten aan een muziekproject met Jason Bowld van Pitch Shifter/This Is Menace getiteld 'False Flags'. Tevens begonnen ze aan een filmproject met Philip Koch (Lucas Film). Simpson heeft zijn tijd gebruikt om een soloalbum uit te brengen. In 2010 is hij samen gaan werken met Pledge Music, waarbij fans zich via internet konden aansluiten. Zo konden fans zich 'pledgen' op bijvoorbeeld zijn ep met handtekening, handgeschreven lyrics of een dagje meekijken in zijn studio via de webcam. Op deze manier kon Simpson genoeg geld bij elkaar brengen om te werken aan zijn soloalbum. Eind 2010 bracht hij zijn ep 'When We Were Lions' uit en op 15 augustus 2011 bracht Simpson zijn debuutalbum 'Young Pilgrim' uit. In 2011 heeft Simpson zijn eerste twee singles uitgebracht, 'Down Down Down' en 'Parachutes'.

## Discografie

### Ep
- They Liked You Better When You Were Dead (2005)

### Albums
- Grand Unification (2006)
- One Day Son, This Will Be All Yours (2007)
- Alternate Endings (2008)
- Be human (2009)
- Behind the Devil's Back (2015)